# Quadro de medalhas dos Jogos Olímpicos de Inverno de 2006

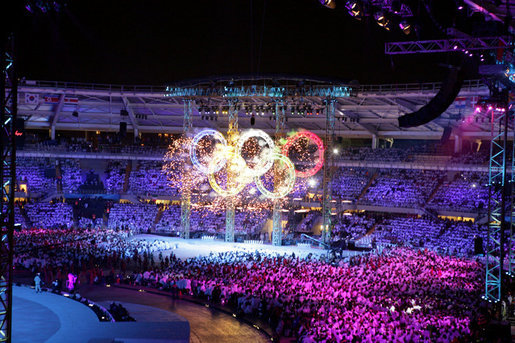
Fogos na concepção dos anéis olímpicos durante a cerimônia de abertura

O Quadro de medalhas dos Jogos Olímpicos de Inverno de 2006 é uma lista de países (representados pelos Comitês Olímpicos Nacionais) classificados pelo número de medalhas conquistadas durante os Jogos Olímpicos de Inverno de 2006, realizados em Turim, Itália, de 10 de fevereiro a 26 de fevereiro de 2006. No total 2.508 atletas de 80 países participaram de 84 eventos, em 15 disciplinas, tornado esta edição na maior edição da história dos Jogos Olímpicos de Inverno, até esta data.
Atletas de 26 países conquistaram ao menos uma medalha, consequentemente 54 países não conquistaram nenhuma medalha. A Alemanha é o país que conquistou o maior número de medalhas de ouro (11), e também no total (29), liderando pela terceira vez seguida o quadro de medalhas dos Jogos Olímpicos de Inverno. Eslováquia e Letônia conquistaram a primeira medalha na história dos Jogos Olímpicos de Inverno.
A patinadora Cindy Klassen do Canadá conquistou cinco medalhas (uma de ouro, duas de prata e duas de bronze) sendo a atleta com mais medalhas nesta edição. O biatleta Michael Greis da Alemanha e os patinadores Ahn Hyun Soo e Jin Sun-Yu da Coreia do Sul, empataram no número de medalhas de ouro, com três.
Uma atleta foi despojada de uma medalha olímpica durante estes Jogos. A biatleta russa Olga Pyleva conquistou a medalha de prata na prova de 15 km, porém o teste anti-dopagem deu positivo para substância carphedon e ela perdeu a medalha. A alemã Martina Glagow herdou a medalha de prata e a russa Albina Akhatova ganhou a medalha de bronze.

## Quadro de medalhas
Esta é a tabela completa do quadro de medalhas dos Jogos Olímpicos de Inverno de 2006, baseado no sistema utilizado pelo Comitê Olímpico Internacional. O ordenamento é feito pelo número de medalhas de ouro, estando as medalhas de prata e bronze como critérios de desempate em caso de países com o mesmo número de ouros. Se, após esse critério, os países continuarem empatados, posicionamento igual é dado e eles são listados alfabeticamente.
     País sede destacado.
| Ordem | País                | Medalha de ouro | Medalha de prata | Medalha de bronze |     |
| ----- | ------------------- | --------------- | ---------------- | ----------------- | --- |
| 1     | GER Alemanha        | 11              | 12               | 6                 | 29  |
| 2     | USA Estados Unidos  | 9               | 9                | 7                 | 25  |
| 3     | AUT Áustria         | 9               | 7                | 7                 | 23  |
| 4     | RUS Rússia          | 8               | 6                | 8                 | 22  |
| 5     | CAN Canadá          | 7               | 10               | 7                 | 24  |
| 6     | SWE Suécia          | 7               | 2                | 5                 | 14  |
| 7     | KOR Coreia do Sul   | 6               | 3                | 2                 | 11  |
| 8     | SUI Suíça           | 5               | 4                | 5                 | 14  |
| 9     | ITA Itália          | 5               |                  | 6                 | 11  |
| 10    | FRA França          | 3               | 2                | 4                 | 9   |
| 10    | NED Países Baixos   | 3               | 2                | 4                 | 9   |
| 12    | EST Estônia         | 3               |                  |                   | 3   |
| 13    | NOR Noruega         | 2               | 8                | 9                 | 19  |
| 14    | CHN China           | 2               | 4                | 5                 | 11  |
| 15    | CZE República Checa | 1               | 2                | 1                 | 4   |
| 16    | CRO Croácia         | 1               | 2                |                   | 3   |
| 17    | AUS Austrália       | 1               |                  | 1                 | 2   |
| 18    | JPN Japão           | 1               |                  |                   | 1   |
| 19    | FIN Finlândia       |                 | 6                | 3                 | 9   |
| 20    | POL Polônia         |                 | 1                | 1                 | 2   |
| 21    | BLR Bielorrússia    |                 | 1                |                   | 1   |
| 21    | BUL Bulgária        |                 | 1                |                   | 1   |
| 21    | SVK Eslováquia      |                 | 1                |                   | 1   |
| 21    | GBR Grã-Bretanha    |                 | 1                |                   | 1   |
| 25    | UKR Ucrânia         |                 |                  | 2                 | 2   |
| 26    | LAT Letônia         |                 |                  | 1                 | 1   |
| TOTAL | TOTAL               | 84              | 84               | 84                | 252 |